# Bargain
Pour les articles homonymes, voir Bargain (homonymie).
Pistes de Who's Next
Baba O'Riley Love Ain't for Keeping
Bargain (aubaine) est une chanson du groupe britannique The Who, parue sur l'album Who's Next de 1971.
Cette chanson a été enregistrée à New York en avril et juin 1971. Des versions en concert de Bargain sont notamment présentes dans Who's Missing et dans l'édition deluxe de Who's Next.

## Caractéristiques
Dans la version retenue de Bargain (il y a eu neuf prises), Pete Townshend, l'auteur de la chanson, utilise une guitare Gretsch, offerte par Joe Walsh des Eagles.
L'écriture de Bargain est inspirée par le gurû indien de Townshend, Meher Baba. Ce n'est pas la première chanson s'en inspirant : on peut, à ce titre, citer Baba O'Riley du même album, See Me, Feel Me de l'album Tommy ou Drowned de Quadrophenia. 
Pete Townshend explique le sens de la chanson :
« Cette chanson exprime simplement la "perte" de son ego personnel en tant que dévoué à Meher Baba. J'ai constamment tenté de me perdre, et de le trouver. Je crains que ce ne soit pas une réussite, mais cette chanson exprime à quel point ce serait une aubaine [bargain] de tout perdre afin de n'être plus qu'un avec Dieu. »
Les paroles de Bargain illustrent ces propos :
"I'd gladly lose me to find you" ("Je me perdrais volontiers pour te trouver")
"And like one and one don't make two / One and one make one" ("Et comme un et un ne font pas deux / Un et un font un")
La chanson commence par une guitare acoustique accompagné d'un effet de volume à la guitare électrique. La chanson se transforme rapidement en hard rock assez agressif. On peut citer la performance de Roger Daltrey, particulièrement remarquable ici (ainsi que sur le reste de l'album). Son cri lors du refrain (the best I ever had) est représentatif de la puissance que le chanteur venait d'atteindre dans l'art lyrique. Vient un break où la chanson change quasiment de visage, chanté par Pete Townshend (selon la même structure que Baba O'Riley). La chanson retourne au hard rock, avant de finir comme elle avait commencé, avec un mélange de guitares acoustiques et électriques.